# نور الدين طوبجو
نور الدين توبجو ولد في إسطنبول عام 1909 وتوفي فيها 1975، كاتب وأكاديمي ومفكر تركي.

## حياته
نور الدين طوبجو اباه من أرضروم. تُعرف عائلته باسم توبجزادا.عندما هَجم الروس على ارضروم كان جده يضرب على المدفع (topçu=من يضرب على المدفع) ومن هناك لقبوا بطبجو.والده، طوبجوزازا أحمد أفندي، هو الابن الوحيد للأسرة. هاجر إلى إسطنبول لتجارة الحيوانات.

## حياته التعليمية
توبجو، تخرج من ثانوية إسطنبول للذكور، استطاع النجاح النجاح في امتحانات التي تخوله الدرسة في أوروبا عام 1928. ذهب إلى فرنسا بمنح دراسية هو واشخاص أخرين مثل حمدي اكفاردي، وهبي إرلاب، ضياء سومار. وقد عقد اجتماعات مع رمزي أغوز أريك، وضياء الدين فهري فنكد أوغلو، وسيفيت برين، وبدرتين تونسر، الذين ذهبوا إلى فرنسا من قبل وكانوا في باريس.
التحق طوبجو بالمدرسة الثانوية Aix أولاً. كتب مقالاته الأولى في الكتابة هناك وأرسلها إلى جمعية علم الاجتماع التي هو عضو فيها. تواصلوا فيما بعد مع موريس بلونديل، الذي كان يعرفه في الثنوية

## وفاته
مرض في أبريل 1975. كان لديه صعوبة في الصراع مع مرضه. اتضح أنه مصاب بسرطان البنكرياس اثناء قيامهم بالعملية. وتوفي في 10 يوليو 1975. دفن في كوزلو كابريستان في توبكابي.بعد صلاة الجنازة في مسجد الفاتح.

## مؤلفاته
- Türkiye'nin Maarif Davası
- İsyan ahlakı
- Yarınki Türkiye
- İslam ve İnsan
- Ahlak Nizamı
- İradenin Davası
- Mehmed Akif
- Felsefe
- Büyük Fetih
- Bergson
- Amerikan Mektupları Düşünen Adam Aranızda
- Ahlak
- Devlet ve Demokrasi
- Sosyoloji
- Millet Mistikleri
- Psikoloji
- Mantık
- Mevlana ve Tasavvuf
- Reha
- Kültür ve Medeniyet
- Taşralı
- Varoluş Felsefesi Hareket Felsefesi
- Var Olmak